# Свети Андрей Дексиин
Вижте пояснителната страница за други значения на Свети Андрей.
„Свети Андрей Дексиин“ (на гръцки: Άγιος Ανδρέας της Δεξιάς) е късносредновековна православна църква в южномакедонския град Бер (Верия), Егейска Македония, Гърция. Храмът е част от енория „Свети Георги“. Църквата носи името си по разположената на юг „Света Богородица Дексия“, която е била енорийската ѝ църква.

## История
Църквата е издигната през XVI век. В архитектурно отношение е еднокорабен храм с дървен покрив, трем и притвор. Вътрешността на храма е изписана в края на XVI век, като сред сцените се отличават Света Богородица, Възнесение Господне и Възкресение Лазарево. Запазени са и стенописи от XVII и XVIIII век. Храмът е ремонтиран на север, както и на юг и запад с кирпич, изписан отвътре през XVII век.